# Laigné
Laigné era una comuna francesa situada en el departamento de Mayenne, de la región de Países del Loira, que el 1 de enero de 2018 pasó a ser una comuna delegada de la comuna nueva de Prée-d'Anjou al fusionarse con la comuna de Ampoigné.

## Demografía
| Gráfica de evolución demográfica de Laigné entre 1800 y 2015 |
|                                                              |

Los datos demográficos contemplados en este gráfico de la comuna de Laigné se han cogido de 1800 a 1999 de la página francesa EHESS/Cassini, y los demás datos de la página del INSEE.